# オリヴィエ・ハンラン
オリヴィエ・ハンラン（Olivier Hanlan, 1993年2月15日 - ）はカナダ・ケベック州エルメ出身のバスケットボール選手。身長193cm、体重86kg。ポジションはコンボガード。

## 経歴

### ハイスクール
ニューハンプシャーのニューハンプトン校でジュニア、シニアイヤーにプレーし、シニアでオールNEPSAC AAAファーストチームに選ばれ、デイトン大学、 アイオワ大学、ノースイースタン大学、ノートルダム大学、ライス大学、TCU、バージニア大学、バージニア工科大学から勧誘を受けた。

#### カレッジ・リクルート
| 氏名              | 出身                                                               | 高校 / 大学        | 身長               | 体重           | コミット日     |
| ----------------- | ------------------------------------------------------------------ | ------------------ | ------------------ | -------------- | -------------- |
| Olivier Hanlan PG | Aylmer, Quebec                                                     | New Hampton School | 6 ft 3 in (1.91 m) | 185 lb (84 kg) | 2011年10月25日 |
| Olivier Hanlan PG | リクルート スターレーティング: Scout: Rivals: 247Sports: N/A ESPN: |                    |                    |                |                |

### カレッジ
カナダ出身で、ボストン・カレッジに2012年から2015年まで在籍し、新入生シーズンには、33試合に出場し、1ゲーム平均15.4得点を挙げ、2013年ACC男子バスケットボールトーナメントで準々決勝に進み、アトランティック・コースト・カンファレンスの新人賞を獲得した。

#### スタッツ
| カレッジ           | シーズン | GP | MIN  | SPG | BPG | RPG | APG | PPG  | FG%  | FT%  | 3P%  |
| ------------------ | -------- | -- | ---- | --- | --- | --- | --- | ---- | ---- | ---- | ---- |
| ボストン・カレッジ | 2012–13  | 33 | 34.2 | 1.2 | 0.1 | 4.2 | 2.3 | 15.4 | .457 | .750 | .394 |

### プロ
2015年のNBAドラフトにエントリーし、ユタ・ジャズから2巡目42位で指名された。2015-16シーズンはLKLの強豪BCジャルギリスでプレーし、リーグ優勝を経験した。2016年7月5日、ボリス・ディアウとのトレードで交渉権がサンアントニオ・スパーズに移った。2016-17シーズンはフランスの ル・マン・サルト・バスケット でプレーした。
2017年NBAサマーリーグにサンアントニオ・スパーズのロースターとして参加したがロースターには残れず、 Gリーグのオースティン・スパーズと契約した。
2021年9月17日、アリスBCとの契約が発表された。国内リーグのギリシャA1バスケットボールリーグでは15試合に出場し、1試合平均33.5分の出場で、20.9得点、3.5リバウンド、2.9アシストという成績を残した。
2022年4月5日、バレンシア・バスケットとの契約が発表された。バレンシアでは8試合に出場し、1試合平均17.9分の出場で、8.5得点、1.4アシスト、フリースロー成功率91.4％という成績を残した。
2022年11月8日、FIBAヨーロッパカップとバスケットボール・スーパー・リーグに所属するガジアンテップ・バスケットボールとの契約が発表された。

## ナショナルチーム
カナダの U19 のナショナルチームで2011年のFIBA U19世界選手権ラトビア大会に出場した。またカナダの U17 代表では、2010年のFIBA U17世界選手権ハンブルク大会で3位決定戦で15得点、 4アシスト、5リバウンドを記録し 銅メダル獲得に貢献した。
2017年FIBAアメリカップ（英語版）のロスターにも選出されている。